# Josip Dabro
Josip Dabro (Beograd, 5. siječnja 1983.), hrvatski kineziolog i političar. Obnašao je dužnost ministra poljoprivrede, šumarstva i ribarstva u šesnaestoj Vladi Republike Hrvatske. Član je i glavni tajnik Domovinskog pokreta.

## Obrazovanje
Rođen je u Beogradu, 5. siječnja 1983. godine. Osnovnu školu pohađao je u Otoku, a u Vinkovcima je završio srednju Tehničku školu Ruđer Bošković. Na Kineziološkom fakultetu u Zagrebu 2012. godine završio je trogodišnji stručni studij za izobrazbu trenera, studijski smjer Kondicijska priprema sportaša. Diplomu magistra kineziologije stekao je na Univerzitetu u Travniku 2019. Od djetinjstva živi u Otoku kraj Vinkovaca. Dugo godina bavio se kickboxingom kao sportaš i sportski trener. 

## Politička karijera
Bio je član HDZ-a od 1999. do 2021. godine, kada napušta stranku zbog neslaganja s tadašnjim predsjednikom županijskog ogranka Marijem Banožićem i prelazi u Domovinski pokret. Bio je zamjenik župana Vukovarsko-srijemske županije od 2017. do 2021. godine. Kandidirao se za župana Vukovarsko-srijemske županije kao nezavisni kandidat uz potporu Domovinskog pokreta, stranke „Ivan Penava nezavisna lista“, Zelene liste, županijskog HSS-a te stranke DESNO, ali je izgubio od HDZ-ova Damira Dekanića.
U Domovinskom pokretu postao je glavni tajnik stranke zbog zapažena političkog rada na terenu te je bio član četveročlanog pregovaračkog tima u pregovorima s HDZ-om oko sastavljanja Šesnaeste Vlade Republike Hrvatske. Radio je u tvrtki „Filir” u vlasništvu Marija Radića, jednog od osnivača Domovinskog pokreta.
Od 2020. upravitelj je Zaklade Vrhbosanske nadbiskupije.

### Ministarstvo i ostavka
Obnašao je dužnost ministra poljoprivrede, šumarstva i ribarstva u šesnaestoj Vladi Republike Hrvatske od 17. svibnja 2024. do 18. siječnja 2025.
Dabro je dao ostavku na funkciju ministra u objavi na Facebooku u 00:59 nakon što je u javnost izašla snimka na kojoj tijekom vožnje autom puca iz pištolja. Izjasnio se da se na videu, koji je snimljen »prije nekoliko godina«, koristio zakonitim oružjem i manevarskom municijom (tzv. ćorcima) te da time nije »ugrozio bilo čiju sigurnost ili imovinu«, pri čemu se ispričao za djelo i iskazao žaljenje. Sudski vještak za oružje i balistiku Rade Stojadinović ustvrdio je međutim za Jutarnji list da je riječ o stvarnim metcima, s čime su se složila dva druga stručnjaka. Dubravko Gvozdanović, još jedan vještak za balistiku, ustvrdio je isto navevši da bez izmjena u oružju nije moguće ispaliti nekoliko manevarskih metaka zaredom, ali je također naglasio da valja pričekati rezultate istrage.